# Бугарштица
Бугарштице су старе народне пјесме дугог стиха и постојале су прије десетерачких пјесама. Назив за ове пјесме, настао је вјероватно из бугарског фолклора. Најчешћи стих им је петнаестерац или шеснаестерац са одмором (цезуром) послије седмог, односно осмог слога.Постоје краћи, али и дужи стихови, од дванаест до двадесет. Стих бугарштица је састављен, по правилу, од трохеја или споја трохеја са дактилима. Вјероватно су све бугарштице имале припјев, послије сваког другог стиха и најчешће је шестосложан. Функција му се ограничава на музичку пратњу, обезбјеђивање предаха пјевачу, али и на проширивање експресије водећег саопштења, централне синтагме или главне ријечи из претходна два стиха.

## Старост и осликавање средњовјековне стварности
Ове пјесме спадају међу најстарије сачуване пјесме епског народног пјесништва код јужних Словена. Кроз њих се осликавају историјска лица и догађаји у XIV и XV вијеку. Вјерније од млађих десетерачких (гусларских) пјесама, бугарштице преносе слику средњовјековног властелинског живота и обичаја тога доба. Текстови који су записани у Боки которској прате окршаје Пераштана и Которана с Турцима. Нису им страни: Кнез Лазар, књегиња Милица, Милош Кобиловић, Ђурађ и Јерина Бранковић, деспот Вук и бојеви на Косову (1389. и 1448). Из њих извирује дух феудалних обичаја и обичајног права (препознатљивог и у писаним документима, као што је Душанов законик).

## Илирски језик
Бугарштице су суштина дубровачке и бококоторске књижевност, на основу којих потиче илирски језик. У својим реакцијама на повратку, у бугарским земљама почела је католичка пропаганда.

## Записивање
Ове пјесме су највише записивали људи са јадранског приморја: Дубровник, Хвар, Бока которска. Најпознатији од записивача је био пјесник и племић из Стариграда (Хвар) Петар Хекторовић (1487 – 1527). Међутим, многи су сакупљачи повриједили текстове пјесама које су записивали. Бугарштице је између осталих проучавао и Валтазар Богишић (1834 – 1908). Сакупио је мноштво пјесама и објавио зборник, али као и сви људи свога времена сматрао да су бугарштице идејно и естетски преживјеле, за разлику од борачких десетераца пјеваних уз гусле. Овај његов став је касније критикован и било је покушаја да се рехабилитују вриједности „дугих пјесама“, које је XIX вијек елиминисао. Указивано је на љепоте појединих бугарштица и на поједине мисаоне детаље – којима се не може похвалити десетерачка епика. Тако, тиха и сталожена бугарштица са Хвара „Марко Краљевић и брајан му Андријаш“ има наглашен мисаони оквир, дајући трајне истине о животу и поетски дефинишући љубав, љепоту, тугу, плаховитост, моћ и немоћ људских карактера. У овој пјесми основни пјесникови проблеми су – универзалног значаја. Неоспорно је да и велики број других бугарштица нуди примјере трајне умјетности.